# علی آقامیرزایی
علی آقامیرزایی جناقرد (زاده ۱۳ اسفند ۱۳۷۱ - بندرانزلی) قایقران ایرانی و عضو تیم ملی قایقرانی ایران است. او از ۱۳ سالگی به قایقرانی روی آورد ۲ سال بعد به اردوی تیم ملی جوانان پیوستو از آن زمان به‌طور مستمر در اردوهای ملی پارو می‌زند. او علی رغم کسب مدالهای رنگارنگ آسیایی و بازیهای آسیایی در مسابقات متعدد جهانی و کاپ جهانی شرکت نموده و رنکینگ‌های قابل قبولی را بدست آورده است. حضور اولین قایقران در مسابقات المپیک نوجوانان سنگاپور، نفر ششم مسابقات جوانان جهان آلمان راهیابی کایاک دو نفره هزارمتر در مسابقات کاپ جهانی برای اولین بار از جمله این نتایج می‌باشد

## بازی‌های آسیایی
او به همراه سعید فضل اولی توانست در ماده کایاک دو نفره، پس از صعود به مرحله نهایی مسابقات قایقرانی، در بازی‌های آسیایی ۲۰۱۴ اینچئون کره جنوبی، با ایستادن در جایگاه دوم، به نشان نقره بازی‌ها برسد. و همچنین در ماده کایاک چهارنفره ۵۰۰ بازیهای آسیایی ۲۰۱۸ جاکارتا اندونزی، مدال برنز را کسب کرد و در جایگاه سوم ایستاد.

## المپیک ۲۰۲۴ پاریس
علی آقامیرزایی با زمان ۳:۳۶:۵۸ در گروه در رتبه ششم کار خود را به پایان رساند.